# Marameo (gesto)

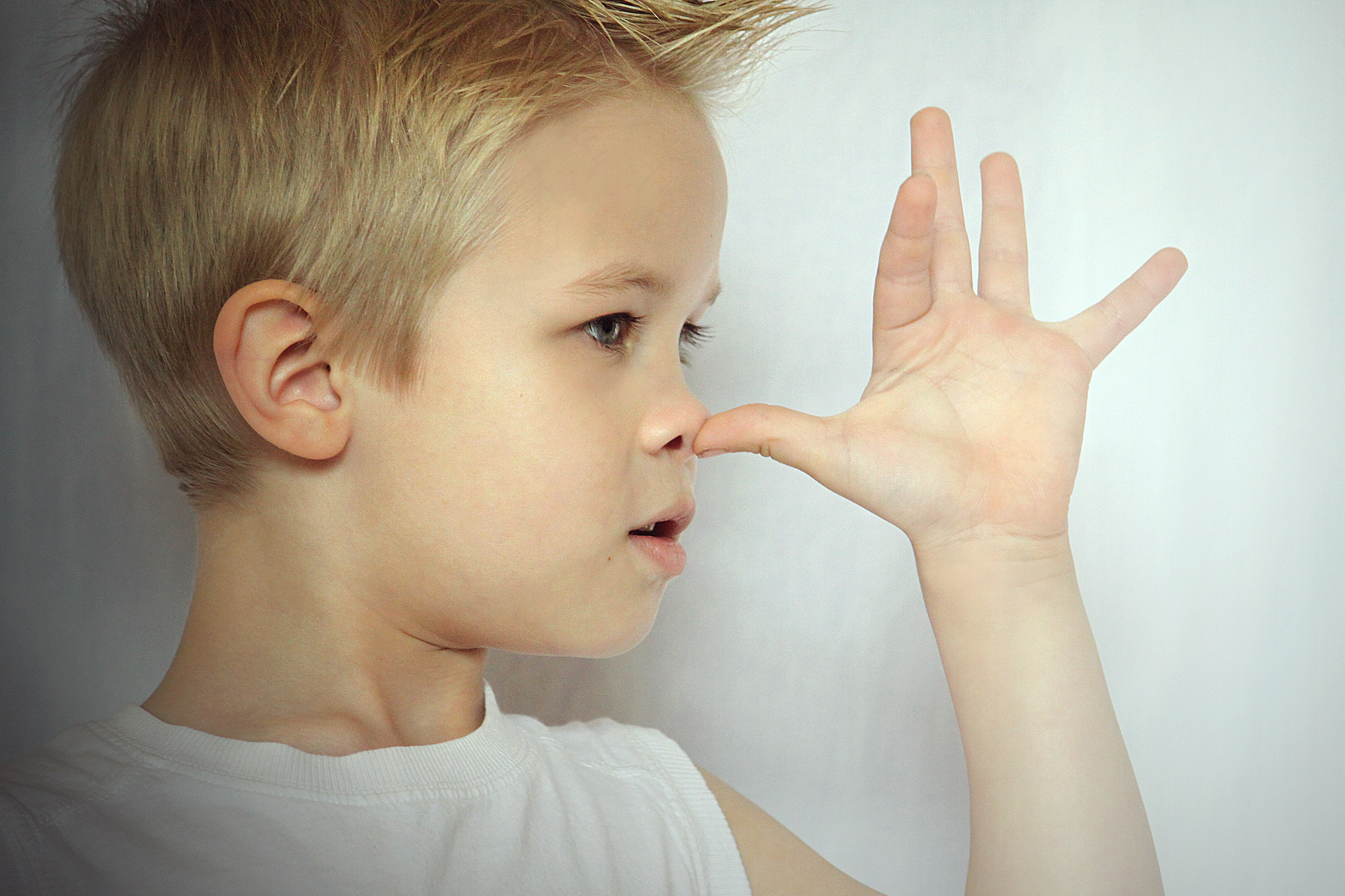
Bambino che esegue il gesto del marameo

Il marameo (o maramao) è un gesto che consiste nel porre il pollice della mano aperta sulla punta del naso e chiudendo alternativamente le restanti dita. Il gesto esprime scherno o derisione. L'etimologia deriva dal verso del gatto.